# حبیب‌الله افتخارالواعظین
حبیب‌الله افتخارالواعظین  از سیاستمداران ایرانی بود، که در دوره دوم بعنوان نماینده مشهد در مجلس شورای ملی حضور داشت.